# Warburg-Impedanz

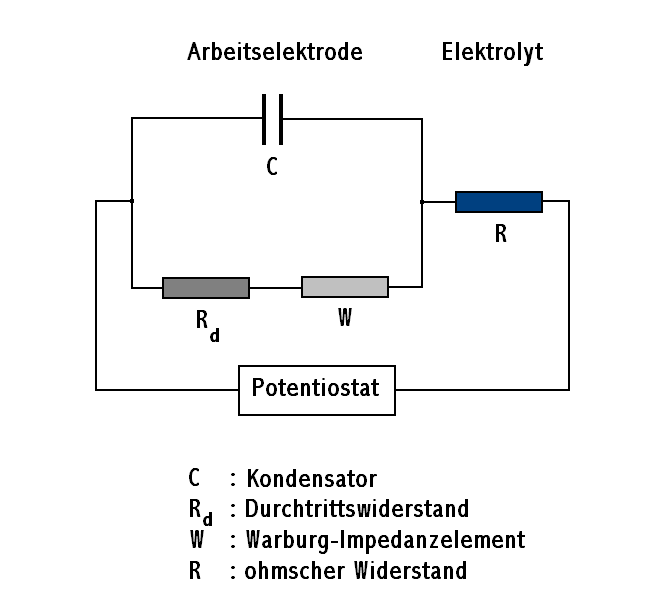
Warburg-Impedanz in einer Ersatzschaltung der elektrochemischen Impedanzspektroskopie

Die Warburg-Impedanz, auch Warburg-Element oder Warburg-Impedanzelement genannt, ist ein Element in einem Ersatzschaltbild, das zur Beschreibung elektrochemischer Systeme benutzt wird. Es beschreibt einen Beitrag zum Wechselstromwiderstand (Impedanz), der durch Diffusion zu einer Elektrode und von ihr weg entsteht.
Dieser diffusionsbedingte Impedanzbeitrag wird mit Hilfe der elektrochemischen Impedanzspektroskopie untersucht. Er ist nach Emil Warburg benannt, der 1899 die theoretische Beschreibung veröffentlichte, die auch den Phasenwinkel von 45° (π/4) enthielt. Elsa Neumann lieferte die experimentellen Daten, die die Theorie bestätigten.